# 八木建設
八木建設株式会社（やぎけんせつ）は、埼玉県本庄市に本社を置く総合建設会社である。木造建築を中心とした住宅建設、公共施設および工場関連施設の建設を主な事業としている。

## 事業内容
八木建設は、以下の分野に特化した建設事業を展開している
- 木造建築（中・大規模）
- 注文住宅
- 医療・福祉施設の設計・施工
- 工場・倉庫建設
- 省エネ住宅の設計[2]

## 社会的取り組み
会社は持続可能な開発目標（SDGs）への貢献に積極的に取り組んでいる。2021年1月に埼玉県SDGsパートナーに登録され、環境に配慮した建築を推進している。

## 沿革
- 1955年 - 八木孝三郎が八木建設有限会社として本庄市に創業
- 1961年 - 株式会社に改組
- 1966年 - 八木なかが代表取締役に就任
- 1989年 - 八木茂幸が代表取締役に就任
- 2000年 - ISO9001認証取得
- 2014年 - ISO14001認証取得
- 2020年 - 八木雅之が代表取締役に就任
- 2024年6月 - 創業70周年に合わせて社章を変更[5]

## 受賞歴

### 最近の主な受賞実績
NICHIHA SIDING AWARD 2024
ニチハ株式会社の「NICHIHA SIDING AWARD 2024」において、応募総数1,162件の中から、岩江クリニックの施工事例がニチハ賞を受賞

### その他の表彰
- 埼玉県建築文化賞
- 第9回埼玉県建築文化賞 優秀賞（本社屋）[7]
- 第8回埼玉建築文化賞 共同住宅・宿泊施設部門 優秀賞 [8]
- 本庄市優秀請負業者賞 2023年 建築工事部門[9]

- ものつくり大学からインターンシップへの長期貢献に対する感謝状[10]
- Houzz Best of Houzz 2019 デザイン賞[11]